# Doctor cerevisiae
Doctor cerevisiae („Doktor des Bieres“) und Doctor cerevisiae et vini („Doktor des Bieres und Weines“) sind Titel, die bei einigen Verbindungen im Rahmen der studentischen Kneipe verliehen werden. Sie werden u. a. in Österreich als Ehrentitel besonders erfahrenen oder verdienten Verbindungsmitgliedern verliehen. Zu unterscheiden sind sie vom Bierdoktor, im Sinne zeitweiser, parodistisch verliehener Titel im sogenannten Bierstaat. In beiden Fällen gehören sie über den humoristischen Aspekt hinaus als sogenanntes hidden curriculum zu der für die Korporationen im deutschsprachigen Raum spezifischen und wichtigen Feierkultur.

## Historischer Hintergrund
In der zweiten Hälfte des 18. Jahrhunderts war es in Jena Sitte, im dortigen Gasthof zum Doctor cerevisiae zu promovieren. Es trat dabei eine eigene Bierfakultät zusammen. An ihrer Spitze stand ein Dekan, der seinen Platz noch behaupten musste, wenn die übrigen Mitglieder bereits unter dem Tische lagen.
Ein neuer Anwärter hatte sich aus der feierlichen Runde sämtlicher Doctores cerevisiae, nach der Begrüßung durch den Dekan, drei Opponenten zu erwählen, denen er so viel Bier nachtrinken musste, als diese ihm vortranken. Falls er diese Prüfung bestand, wurde er zum Doctor cerevisiae erkoren und durfte von nun an in die Stammbücher die Zeichen seiner Würde schreiben: D.C. und darunter N.e.b. Doctor cerevisiae – nunc est bibendum! (Nun muss getrunken werden). In spaßhafter Weise wurde hier die Echte Promotion karikiert. Daraus entwickelte sich im 19. Jhdt. die Sitte, dass besonders trinkfeste Couleurstudenten sich der Prüfung zum Doktor der Biergelehrtheit unterzogen. Auch im „Allgemeinen Deutschen Biercomment“, der 1899 bei Reclam verlegt wurde, hielt dieser Doktor Einzug.
Bereits 1848 erschien in Johann Grässlis – unter dem vielsagenden Pseudonym J. Vollmann – Burschicosem Wörterbuch der Bierdoctor nicht als Dauereinrichtung, sondern als jemand, der während einer Kneipe den Biercomment zu wahren hat und dies mehr oder minder ernsthaft durchführt. Verbreitet waren auch Bezeichnungen wie Comes palatii (Pfalzgraf in Anspielung auf Friedrich IV.), erster Bierrat oder Bierdoctor.

## Einführung bei den katholischen Korporationen in Österreich

Titelblatt der Schrift von Carl Domanig

In die Kreise der katholischen Korporationen in Österreich wurde diese Sitte durch ein Urgestein der Austria in Innsbruck eingeführt. Es handelt sich dabei um den am 24. Oktober 1870 rezipierten Carl Domanig aus Sterzing in Südtirol, der bereits im WS 1871 zum Senior der ältesten CV-Verbindung in Österreich avancierte. Seine Gedanken für die Existenzberechtigung dieser Verbindung fasste er 1873 in einer Broschüre „Eine ‚katholische’ Burschenschaft“ in Form eines Streitgespräch mit einem Corps-Philister zusammen. Der Tiroler Literaturhistoriker Anton Dörrer (1886–1968, rec. bei „Austria“ 1907) schildert ihn 1924 in seiner Schrift „Karl Domanig als Student“ so:

Carl Domanig um 1910

Durch seine schwungvollen, programmatischen Poesien und Pauken erregte er bei den festlichen Veranstaltungen geradezu Aufsehen. Der neue Austriasenior fiel aber auch durch sein Äußeres auf: wie der forsche Student in Flaus, Koller und Kanonen, in das schwarze Haar die selbsterfundene, mit ihren Goldstrahlen weithin leuchtende sogenannte Sternenmütze gedrückt, durch die Straßen der Musenstadt einherzog, mochte man wohl denken, daß sich mit ihm die alte Studentenromantik aus der Zeit der versunkenen deutschen Burschenschaft erneuere.

Domanig als Student

Karl Domanig erwarb nach den Aufzeichnungen im Grundbuch der „Austria“ den Titel eines „Doctor cerevisiae“ nach der „Constitutio de Doctoratu“ im Jahr 1873.
In seinen „Pandekten“, die heute im Archiv der Welfia Klosterneuburg (wo er seit 1893 lebte) aufbewahrt werden, hat er diese Konstitution niedergeschrieben:
„Der Candidatus hat der Commissioni eine Dissertations-Schrift in forma einer strengigst Biergelahrten Arbeit zu präsentieren; item solle selbiges Traktätlein an die 100 bis 150 versus, oder ebenmäßig in prosa strictissime 1001 Wort in sich begreiffen.“
Wenn die „Guthaißung der dissertationes fürüber“ folgen „Drey Rigorosa“:
Das „Rigorosum juridico-historicum“ umfasst
„a) Statuta, Commentum mitsammbt dem anhaftenden Commentario.“
„b) Annales.“
„c) Cartellsatzungen und -Historie.“
Im „hochnotpeinlichen Rigorosum“ muss der Kandidat nachweisen, mindestens ein Dutzend Bierskandale ausgestanden zu haben und „coram populo (worunter die Kneipleith zu verstehen seynd) in gewohnter Kneipstuben mit all und jeglicher Persona der Commisionis ein Zweikampf-Turnier oder Waffengang abzutuen; allwo er mindigstens Einen siegreich abschlucken solle.“
Im „Colloquium fidelitatis“ muss er das Präsidium „in einer absunderlichen Ex-Kneipen handhaben; ... item werde zur Ergetzung Aller die Dissertations-Schrift als Bierzeitung vorgelesen“. Der Corona hat er drei Hörner zu spenden und „alsdann in einer Bieranklage solle er als ein Richter fungiren und letzlich sich zum Scheyßfuxen degradieren lassen“.
Für das 1. und 2. Rigorosum hat der Kandidat jeweils eine Taxe von einem Silbergulden zu erlegen, das Doktordiplom steht ihm allerdings unentgeltlich zu.
Der § 11 dieser Constitutio zeigt bereits eine Möglichkeit auf, die später allgemein üblich wurde:
„Der Burschen-Conventus hat Fueg und Recht, Ehren-Doctores, so sie dem Cartellverbande angehören, zu ernennen.“

## Rolle heute
Heute ist der „echte“ Doctor cerevisiae, also der feucht geprüfte, weitgehend verschwunden und außerhalb Österreichs weniger bekannt. Gehalten hat sich bei den katholischen Korporationen Österreichs die Sitte, besonders verdienten Bundesbrüdern diesen Titel als besondere Ehrung zu verleihen. Wann zum „cerevisa“ also zum Bier der „vini“, der Wein hinzu kam, ist nicht nachvollziehbar. Eduard Chaloupka, Jurist und Gründungsbursch der katholischen Studentenverbindung KAV Bajuvaria Wien im ÖCV legte 1935 in einem Bier-Comment für die Verbindung bereits fest, dass der Dr. Cerevisiae die höchste Ehrung der Bajuvaria für verdiente Mitglieder darstelle. Die entsprechenden Mitglieder sollten in Commentangelegenheiten absolut sattelfest sein, bei manchen Verbindungen ist es üblich, Doctores cerevisae bevorzugt für Fuxen- oder Burschenprüfungen einzusetzen.
Der Titel wird bei manchen Verbindungen in durchaus inflationärer Weise verteilt und kommt dabei auch Ehrenmitgliedern oder sonstigen in der Öffentlichkeit stehenden Bundesbrüdern zugute, die aber kaum jemals auf einer Kneipe zu sehen waren. Bei den Corps gilt jeder übertriebene Biercomment tendenziell als buxig, allein die temporäre Einrichtung eines sozusagen Bierunparteiischen bei Bierjungen kommt gelegentlich vor und wird mit entsprechend martialischen Ansagen untermauert, der Dr. Cerevisiae als Ehrentitel ist hingegen ungebräuchlich.
Matthias Stickler betont in einem Übersichtsartikel zur Universität als Lebensform bei Rüdiger vom Bruchs Buch zur deutschen Universitätslandschaft die wesentliche Rolle des so wörtlich, Treibens der Studentenverbindungen als Teil eines heimlichen Lehrplans. Im angelsächsischen Raum fand und findet Erziehung und Habitusformierung in der Universität statt, auch die amerikanischen Fraternities und Sororities sind der Universität dabei eng verpflichtet und stehen unter deren Aufsicht. Im Gegensatz zu den englischsprachigen Colleges verschob die Humboldtsche Universitätskonzeption aber solche Aspekte der Erziehung und Habitusformierung der Studenten aus der Universität heraus. Im deutschsprachigen Raum fand diese über lange Zeit am Vorbild oder innerhalb von Studentenverbindungen statt und war im Gegensatz zum angelsächsischen Raum einer jugendlich-männlichen Selbsterziehung verpflichtet. Bierpromotionen, Ehrentitel und die zugehörigen Rituale, die zeitweise bierselige Bummelei hat dabei ganz handfeste Hintergründe. Sie sind wie weiteres studentische Brauchtum Stickler zufolge zwar gegenwärtig zumeist eher folkloristischen Bildbänden zu entnehmen, eine moderne kulturwissenschaftliche Aufarbeitung wie eine nähere Beschäftigung mit Verbindungen generell gilt (Stand 2010) als wichtig wie als bedeutende Forschungslücke.